# Alcollarín
Alcollarín è un comune spagnolo di 329 abitanti situato nella comunità autonoma dell'Estremadura. Si trova a sud-est della provincia di Caceres , da cui la capitale dista 82 km . I luoghi più vicini sono Zorita ,  5 km in direzione di Guadalupe , Campo Lugar e Abertura, se ci dirigiamo verso Miajadas , che è a 18 km .